# Lout Mangelaar Meertens
Lout Mangelaar Meertens (Batavia, 18 januari 1942) is in de golfwereld niet alleen bekend als goede golfer, maar vooral als nationaal en internationaal bestuurder, commissielid en referee. 
Hij speelde 3 jaar voor het Nederlands jeugdteam, 12 jaar voor het Nederlands herenteam en werd 2 maal  matchplay kampioen van Nederland.

In 1986 werd hij benoemd tot erelid van de Koninklijke Haagsche Golf & Country Club en in 1997 tot erelid van de Nederlandse Golf Federatie. Voor zijn verdiensten gedurende meer dan 30 jaar als bestuurder in de golfwereld kreeg hij in 2005 de NVG Award en werd hij op 30 april 2005 onderscheiden tot Ridder in de orde van Oranje Nassau. 

Mangelaar Meertens studeerde in 1969 af aan de universiteit in Utrecht en was tandarts in Wassenaar.

## Speler
Mangelaar Meertens is 7 keer clubkampioen van de Koninklijke Haagsche Golf & Country Club geweest: 1964, 1965, 1967, 1970, 1971, 1973 en 1980. Hij won in 1969 en 1970 bovendien het Nederlandse Matchplay Kampioenschap. Hij speelde voor het Nederlandse jeugdteam van 1960 – 1962 en maakte deel uit van het Nederlandse herenteam van 1962 – 1974. Aansluitend was hij 2 jaar non-playing captain van dat team.

In 1965, 1967, 1971 en 1973 speelde hij in het team voor het Europees Landen Team Kampioenschap en in 1970 in het team voor de Eisenhower Trophy.

Samen met Robbie van Erven Dorens won hij 3 keer het Nederlandse Foursome Kampioenschap (Army Tankard).

## Referee
Mangelaar Meertens is altijd geïnteresseerd geweest in de spelregels van de golfsport. Hij was jarenlang voorzitter van de Commissie Regels, Amateur Status en Handicaps (CRASH) van de Nederlandse Golf Federatie. Ook is hij twee termijnen lid geweest van de Rules of Golf Committee van de Royal and Ancient Golf Club of St. Andrews, de commissie die de spelregels maakt voor de gehele wereld.
Nationaal en internationaal trad hij op als referee bij talrijke grote kampioenschappen, waaronder "the Masters", het US PGA Championship en het British Open (10 x) .  

## European Golf Association
Mangelaar Meertens heeft talrijke functies bekleed bij de European Golf Association (EGA). Hij was lid van de EGA Championship Committee (Amateur Technical Committee) van 1978 - 1982 en voorzitter van de EGA Amateur Status Committee van 1986 - 1993.  De EGA heeft het EGA handicap systeem uitgedacht, dat nu op alle clubs van kracht is.